# Política tecnológica
La política tecnológica  está conformada por aquellos arreglos públicos realizados, en consideración de la tecnología, para permitir un buen desarrollo en torno a sus capacidades y también la optimización de sus capacidades, tomando como principal meta su aplicación en función de los intereses de una nación. Si bien suele mencionarse frecuentemente junto a la política científica, no debe confundirse con esta última, ya que sus áreas de impacto son distintas: mientras las políticas tecnológicas se refieren a arreglos que regulan ciertas actividades de recursos tecnológicos, la política científica se limita a la regulación de los recursos científicos.

## Definición
La definición de política tecnológica ha sido tratada de diversas maneras por distintos autores. Una definición más general del concepto es la que se puede obtener de Lewis M. Branscomb, que la plantea como los medios públicos que permitan nutrir las capacidades tecnológicas y la optimización de sus aplicaciones al servicio de metas e intereses nacionales. Otra definición semejante a esta es una correspondiente al campo del comercio, que la entiende como el "conjunto de medidas legislativas, ejecutivas y prácticas que adopta un Gobierno con el fin de aumentar, organizar y utilizar el potencial científico y técnico nacional, conforme a los objetivos que el país ha asignado a su desarrollo económico y social". También, desde un campo económico, se ha definido como el "conjunto de medidas aplicadas por la Administración para el desarrollo tecnológico e innovador de la sociedad en su conjunto".
Por otro lado, Langdon Winner, para referirse a este término, delimita "política" y "tecnología" por separado. Para Winner, política se entiende como los arreglos de poder y de autoridad en agrupaciones humanas, como también las actividades que se llevan a cabo en dichos arreglos, mientras que a la tecnología la considera como todo artefacto práctico moderno. Teniendo en cuenta esto, se podrá hablar sobre la política tecnológica como aquellos arreglos de poder y autoridad por parte de agrupaciones humanas que regulan las actividades de estos artefactos prácticos modernos.
Es frecuente encontrar autores que se refieren sobre la política tecnológica en conjunto con la política científica. Se ha entendido que las políticas tecnológicas y científicas se encargan de la asignación de recursos para el sustento a las investigaciones y desarrollos científicos y de ingeniería, como también el uso del conocimiento tanto científico como tecnológico para que la respuesta de una nación sea más apta para un cambio social, e incluso en la educación en ciencias, tecnología, matemáticas e ingeniería. Sin embargo, es necesario mencionar que si bien ambas políticas tratan sobre cómo cubrir las medidas del sector público para la creación, los financiamientos, el apoyo y la movilización de estos recursos, no se deben confundir sus áreas de impacto, ya que las políticas científicas regulan el actuar de los recursos científicos, mientras que las políticas tecnológicas se limitan a la regulación de los recursos tecnológicos.

## Aspectos a considerar
Winner hace un alcance en esta temática, y atribuye dos propiedades políticas al concepto propio de tecnología, o en sus palabras, artefacto. La primera propiedad que les otorga es que la invención, el diseño, o el arreglo de un dispositivo técnico específico, o bien un sistema, tendrá una alta relación con la resolución de un problema de una comunidad en particular. La otra propiedad corresponde a casos que define como "tecnologías inherentemente políticas", que corresponden a aquellas tecnologías que por su forma de ser requieren o son fuertemente compatibles con algunos tipos de relaciones políticas.
Teniendo en cuenta a los sistemas tecnológicos, que se pueden definir brevemente como un conjunto o grupo de elementos ligados entre sí por relaciones estructurales o funcionales, diseñados para lograr colectivamente un objetivo, vale notar la influencia que pueden presentar las políticas tecnológicas en estos. Se ha mencionado que en un sistema tecnológico, cuando ocurre un cambio en la política que regula a uno de los elementos del sistema, es posible que otro de los elementos que componen dicho sistema puede presentar también cambios en su política, respecto al anterior.
Llevados a la práctica, la implementación de políticas públicas respecto a la tecnología en el mercado ha conllevado una serie de conflictos que finalmente obstruye una buena utilización de las tecnologías en virtud de una sana competencia. Esto se debe a que las políticas tecnológicas no han apuntado a un objetivo claro o por lo menos útil. Al respecto, autores han teorizado y han intentado solucionar este problema. Un ejemplo es que para combatir el dilema, hay que configurar el pensamiento que se tiene sobre las políticas tecnológicas. En este sentido, las políticas tecnológicas deben solamente establecer estándares de desempeño, y dejar en manos del mercado la búsqueda de la manera más eficiente para llegar a cumplir estos estándares.

## Tecnoética
La tecnoética es un campo de investigaciones interdisciplinario que se encarga de estudiar los aspectos éticos y morales de la tecnología. En este sentido, busca el uso de teorías y métodos para crear una base ética que sirva en función de fomentar un buen desarrollo de los sistemas y prácticas tecnológicas para el bien de una sociedad. Por esta razón, esta disciplina cumple un rol fundamental en la creación y desarrollo de las políticas tecnológicas.
Respecto al debate formado desde la tecnoética, hay distintas perspectivas que pueden distinguirse entre sí según la manera en que conciben y caracterizan a la tecnología. A pesar de que la creencia tradicional suele contemplar a la tecnología como algo neutral las perspectivas sobre esta van variando respecto a otros aspectos, en donde destacan la visión determinista, la constructivista y la sistémica.

### Perspectiva determinista
En esta corriente, se sostiene que la tecnología cumple el principal rol en el direccionamiento de la sociedad, ya que es esta la que determina, o por lo menos influencia en gran medida, el actuar de las personas, y por lo tanto, de la sociedad. Esto ocurriría debido a que al momento de resolver los problemas de la vida cotidiana mediante el uso de la tecnología, se incluye a esta última en la toma de decisiones, y según sus aplicaciones, se va modificando la sociedad. En esta corriente, se suele considerar a la tecnología como libre de valores, y tal como lo menciona Pursell: "la tecnología es un medio y no un fin"

### Perspectiva constructivista
Bajo este punto de vista, se comprende a la tecnología como una construcción realizada por la misma sociedad, de manera que se van creando y desarrollando con el fin de satisfacer las necesidades humanas que requieran de ellas. Además, la sociedad también va formando los significados y los valores que se le atribuyen a la tecnología. Un autor que vale la pena mencionar para rescatar la presencia de valores en la tecnología es Jacques Ellul, quien afirma que "no importa como se utilice, tiene de por sí consecuencias negativas o positivas"

### Perspectiva sistémica
La corriente sistémica ve a la tecnología como parte de una tecnósfera que rodea al ser humano, y de esta manera, va interactuando con él. Bajo esta perspectiva, se entiende que la tecnología no debe ser planteada como buena ni como mala, y aun así, hay quienes que ni siquiera la caracterizan como neutral, al poseer implicancias lo suficientemente importantes para que deban ser consideradas. Algunos autores pueden ser adscritos a esta corriente. Por ejemplo, Melvin Kranzberg incluye en una de sus leyes (conocidas como leyes de Kranzberg) el siguiente enunciado: "la tecnología no es buena ni es mala, ni tampoco neutral.

## Situación en países desarrollados y en países latinoamericanos

### Países desarrollados
Por lo general, las políticas tecnológicas de estos países se basan en la competencia, en donde se busca ofrecer los mejores productos a los mejores precios, ya que de esta manera, serán quienes dominen el mercado mundial. El estado de estos países busca fomentar el desarrollo de las capacidades de investigación y desarrollo, ya que se considera que la creatividad, la innovación tecnológica y la generación de nuevas tecnologías son claves para llevar a cabo estrategias que los lleven al éxito económico. Estos resultados suelen ser a mediano y largo plazo.

### Países latinoaméricanos
En cambio, los países latinoamericanos, que son países generalmente en vías de desarrollo, buscan modelos que los impulsen a la sustitución de importaciones, intentando promover la industria nacional. Para lograr esto, los estados toman estrategias de políticas económicas tales como incentivos tributarios, protección arancelaria, créditos preferenciales o la producción estatal de bienes y servicios que fueran necesarios. En el ámbito de las políticas tecnológicas, también hay un apoyo por parte del estado para la investigación de tecnología industrial, pero hay que destacar que existe además una gran parte que fue promovida por parte de los sectores privados.

## Instituciones

Logo de OECD, una de las organizaciones que trata el tema de política tecnológica en sus investigaciones

Actualmente, hay algunas instituciones que se han encargado de estudiar las políticas tecnológicas en diversos países, que suelen realizar investigaciones para estudiar el estado actual de estas políticas, ver los resultados que presentan, y así aportar su propio conocimiento a las sociedades para fomentar un desarrollo óptimo en las políticas tecnológicas que aplican. Existen organizaciones que se encargan de esto, y un ejemplo claro es la Organización para la Cooperación y el Desarrollo Económicos (OCDE), fundada en 1960 y que está compuesta actualmente por 34 estados. En su página web, informan que su objetivo es promover políticas que mejoren el bienestar económico y social de las personas alrededor del mundo, y que para esto, recomiendan distintas políticas a favor de la calidad de vida de las personas con hechos y experiencias de la vida real. También se han formados institutos que han dado un gran énfasis al estudio de las políticas tecnológicas. Tal es el caso del "Technology Policy Institute", ubicado en Washington y cuya misión es entregar conocimiento e informar a creadores de políticas produciendo investigaciones independientes y rigurosas, y patrocinando a programas educacionales y conferencias de temas mayores que involucren políticas tecnológicas y de comunicación. Además, hay distintas universidades que se han encargado del tema, tales como la Universidad de Harvard y la Universidad de Stanford, que desarrollaron programas que toman como objeto de estudio las políticas tecnológicas.